# アイオナ修道院

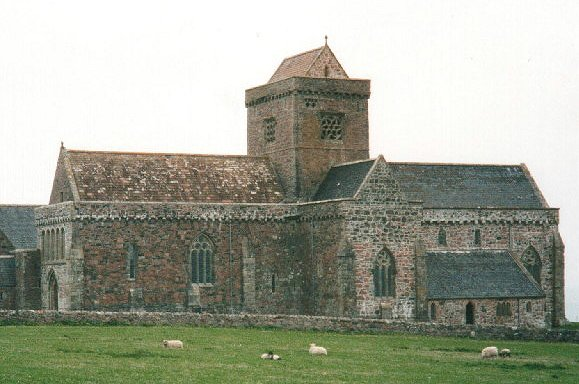
アイオナ修道院

アイオナ修道院（アイオナしゅうどういん、Monastery of Iona）は、スコットランド西方海上に浮かぶインナー・ヘブリディーズ諸島のアイオナ島にあった中世ケルト教会の修道院。中世前期のキリスト教布教の中心地であった。

## 聖コルンバ
アイルランドの守護聖人のひとりである聖コルンバが563年にアイルランドから亡命して創建した。聖コルンバやその弟子たちはこの島からスコットランドや西ヨーロッパにキリスト教伝道を行い、中世ケルト教会では最も格式の高い修道院であった。またキリスト教に帰依した初期のスコットランド諸王の埋葬地でもあった。

## ケルズの書
三大ケルト装飾写本のひとつとして有名な『ケルズの書』はアイオナ修道院で製作され、後にアイルランドのケルズに移されたとされる。「世界で最も美しい書」とされる『ケルズの書』は現在、ダブリン大学トリニティー・カレッジ博物館が所蔵している。

## アイオナ島の現状
聖コルンバ時代の修道院は木造であったが、ヴァイキングの度重なる襲撃を受けて衰えた。その後1200年頃ベネディクト会修道院として再建され、近代には廃墟となっていたが、有志の手で修復が行われた。アイオナ島は清浄な自然の美しさで知られ、現代ケルト教会発祥の地ともなった。